# 권태우
권태우(權泰佑, 1949년 6월 17일, 경상남도 의령군 ~ 2010년 9월 25일)는 대한민국의 정치인이다. 제4·5·6·8대 경상남도의원, 제44대 경상남도 의령군수이다.

## 학력
- 부림초등학교
- 신반중학교
- 의령고등학교 졸업
- 건국대학교 농과대학 농공학 학사 졸업

### 비학위 수료
- 경남대학교 경영대학원 수료

## 경력
- ROTC 11기 육군 중위 전역
- 의령군 JC회장
- 의령 주유소 대표
- 의령군 4-H 후원회장
- 의령문화원 자문위원
- 경상남도 의정회 부회장
- 민주자유당 경남도당 의령군·함안군 지구당 사무국장
- 민주자유당 경남도당 의령군·함안군 지구당 부위원장
- 민주평화통일자문회의 의령군 협의회장
- 1991.07 ~ 1995.07 제4대 경상남도의회 의원
- 1991.07 ~ 1993.07 제4대 경상남도의회 전반기 건설위원회 위원
- 1995.07 ~ 1998.06 제5대 경상남도의회 의원
- 1995.07 ~ 1997.01 제5대 경상남도의회 전반기 건설도시위원회 위원장
- 신한국당 경남도당 의령군 지구당 사무국장
- 신한국당 경남도지부 홍보위원장
- 1997.01 ~ 1998.06 제5대 경상남도의회 후반기 경제문화위원회 위원
- 1997.01 ~ 1998.06 제5대 경상남도의회 후반기 부의장
- 1998.07 ~ 2002.06 제6대 경상남도의회 의원
- 1998.07 ~ 2000.07 제6대 경상남도의회 전반기 기획행정위원회 위원
- 1998.07 ~ 2000.07 제6대 경상남도의회 전반기 예산결산특별위원회 위원
- 2000.07 ~ 2002.06 제6대 경상남도의회 후반기 건설소방위원회 위원
- 2006.07 ~ 2010.04 제8대 경상남도의회 의원
- 2006.07 ~ 2008.07 제8대 경상남도의회 전반기 농수산위원회 위원
- 2007.11.26 한나라당 입당
- 2008.07 ~ 2010.04 제8대 경상남도의회 후반기 기획행정위원회 위원
- 2008.07 ~ 2010.04 제8대 경상남도의회 후반기 예산결산특별위원회 위원
- 2009.11 ~ 2009.11 제8대 경상남도의회 기획행정위원회 행정사무감사 위원
- 2010.07 ~ 2010.09 제44대 경상남도 의령군수

## 역대 선거 결과
|  | 54.7% |

|  | 46.12% |

|  | 50.86% |

|  | 49.73% |

|  | 55.46% |

|  | 48.91% |

| 전임 김채용 | 제44대 경상남도 의령군수(민선) 2010년 7월 1일 ~ 2010년 9월 25일 | 후임 (권한대행)강효봉 (재보궐)김채용 |